# Isole esterne di Pohnpei
Le isole esterne di Pohnpei costituiscono uno dei due distretti dello stato di Pohnpei, degli Stati Federati di Micronesia. Conta 2 124 abitanti (2008).

## Municipalità
1. Kapingamarangi (469 ab./2008)
2. Mokil (147 ab./2008)
3. Nukuoro (375 ab./2008)
4. Pingelap (360 ab./2008)
5. Sapwuahfik (682 ab./2008)
6. Oroluk (10 ab./2008)